# Krišjānis Valdemārs

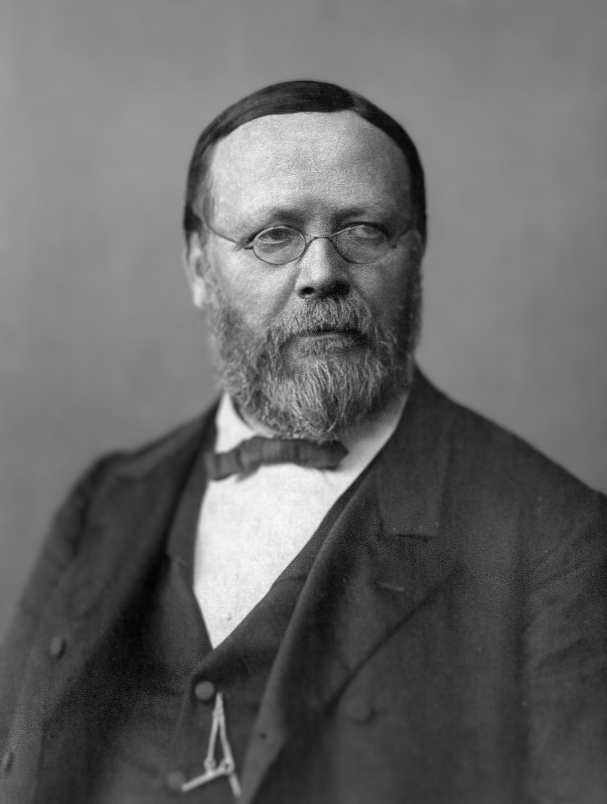
Krišjānis Valdemārs

Krišjānis Valdemārs (* 20. Novemberjul. / 2. Dezember 1825greg. in Erwahlen (Ārlava) im Gouvernement Kurland, heute Gemeinde Valdgale; † 25. Novemberjul. / 7. Dezember 1891greg. in Moskau) war ein lettischer Journalist, Schriftsteller und Förderer der Seefahrt sowie Mitbegründer der Bewegung der Jungletten. In seinen deutschen Texten heißt er als Autor Christian Woldemar, in russischen Христиан Мартынович Валдемар.

## Leben

### Herkunft und Familie
Krišjānis Valdemārs wurde auf dem Hof Vecjunkuri in der Gemeinde Ārlava als Sohn des Pastors Mārtiņš Valdemārs und dessen Ehefrau Marija  geboren.
Krišjānis Valdemārs war eins von zehn Kindern seiner Eltern. Nur er und zwei Geschwister überlebten das 15. Lebensjahr:
- der ältere Bruder Johann Heinrich (Indriķis) Woldemar (1819–1880), Historiker und Archivar, der ins Deutschtum überwechselte.[2][3]
- die jüngere Schwester Marija Medinska (1830–1887), die Schriftstellerin wurde.[4]

Im Februar 1864 heiratete Krišjānis Valdemārs in Sankt Petersburg die deutsch-baltische Schriftstellerin Luise Johanna von Ramm (1841–1914). Eigene Kinder hatte das Paar nicht, nahm aber drei Pflegetöchter auf.

### Werdegang

Krišjānis Valdemārs als Förderer der Seefahrt auf einer lettischen Briefmarke

Nach dem Besuch der Schule in Lubezers versah er mit 15 Jahren den Dienst als Lehrer an der Schule Sasmaken (heute Valdemārpils). Danach arbeitete er als Gemeindeschreiber in Ruhenthal (Rundāle) und Edwahlen (Ēdole). 1853 veröffentlichte er das Schulbuch 300 Stāsti... (300 Geschichten...). Darin bezieht er sich in seinen didaktischen Absichten auf den deutschen Pastor Gotthard Friedrich Stender (1714–1796, genannt der alte Stender) und dessen Sohn Alexander Johann Stender (1744–1819, genannt der junge Stender). 1854 schloss er in Libau (Liepāja) das Gymnasium ab und begann ein Studium an der Kaiserlichen Universität Dorpat. Sein Hauptfach war Wirtschaft (Kameralistik).
Im Ständestaat der russischen Ostseeprovinzen gab es keine Unterscheidung der Nationalitäten. Deshalb erregte sein Bekenntnis, Lette (Latvietis) zu sein, Aufsehen, denn Bildung war fest mit der Zugehörigkeit zur deutschen Sprache verknüpft. An der Universität organisierte er gemeinsam mit Juris Alunāns Treffen von Gleichgesinnten und setzte sich für die Erforschung lettischen Brauchtums ein.
Nach dem Abschluss 1858 arbeitete er im Finanzministerium in St. Petersburg. In dieser Zeit schrieb er außerdem als Korrespondent für die deutschsprachige St. Petersburgische Zeitung. 1862 wurde er Herausgeber der Zeitung Pēterburgas Avīzes, die sich als radikale lettische Stimme gegen die deutsch-baltische Obrigkeit und die Reste der feudalen Gutswirtschaft richtete. Diese Zeitung wurde zum Organ der sich entwickelnden Bewegung der Jungletten. Die russische Zensur machte diesem Organ 1865 ein Ende. Durch dieses Verbot wurde jedoch die Bewegung der Jungletten nicht unterbrochen. Juris Alunāns und Krišjānis Valdemārs gelten als die Begründer.
1864 unterstützte Valdemārs die Gründung einer Marineschule in der Küstenstadt Haynasch (Ainaži). In der Folgezeit entstanden weitere Marineschulen in den lettischen Küstenstädten. Die kostenlose Ausbildung in diesen Instituten gab vielen Söhnen von Landarbeitern neue Chancen und hatte einen bedeutenden Einfluss auf die Wirtschaft. Der Schiffbau wurde gefördert und eine Handelsflotte entwickelte sich.
In späteren Jahren war Valdemārs in polemische Auseinandersetzungen mit Deutsch-Balten verwickelt. Er setzte sich für die Seefahrt ein und gab das erste lettische Marine-Lexikon heraus. Ab 1867 war er in Moskau journalistisch aktiv. 1870 leitete er die neu gegründete Moskauer Deutsche Zeitung. Nach seiner Anregung organisierte Fricis Brīvzemnieks die Moskauer lettischen Leseabende, aus denen sich die Verbindung akadēmiskā vienība Austrums (Akademische Vereinigung Ost) entwickelte.  Die folkloristische Forschung wurde von Krišjānis Barons fortgeführt. Valdemārs starb in Moskau und wurde in Riga begraben. Die Stadt Valdemārpils wurde nach ihm umbenannt und in Riga trägt eine Straße seinen Namen. Die von Valdemārs gegründete Marineschule in Ainaži beherbergt heute das Museum Ainažu jūrskolas muzejs.

## Agitation und Kolonisation
In seiner Moskauer Zeit agitierte Valdemārs für die Russifizierungspolitik der zaristischen Regierung. Er empfand eine Annäherung an das Russentum als Befreiung von der deutschsprachigen Obrigkeit in den Ostseeprovinzen. Valdemārs selbst hat für deutschsprachige Leser betont, keine Vorbehalte gegen das baltische Deutschtum zu haben. Seine Bemühungen zur „Befreiung“ der Letten gipfelte in einem Kolonisierungsprojekt. Er versuchte, Tausende lettischer Bauern in Russland anzusiedeln. Dieses Projekt scheiterte allerdings. Pastor Rudolf Schulz aus Mitau (Jelgava), von 1854 bis 1864 Präsident der  Lettisch-literärischen Gesellschaft, war erbitterter Gegner der Jungletten und trug mit seiner Polemik zum Misslingen der Kolonisation bei. Valdemārs erklärt das Scheitern in seiner Schrift Lettenauswanderung durch den Eingriff der Zensur in seine Bekanntmachungen, die eine Desinformation zur Folge hatten und dadurch Tausenden landloser Letten glauben machten, sie könnten umsonst Land beliebiger Größe erhalten, dazu Geld und weitere Privilegien.

## Vielfältige Leistungen

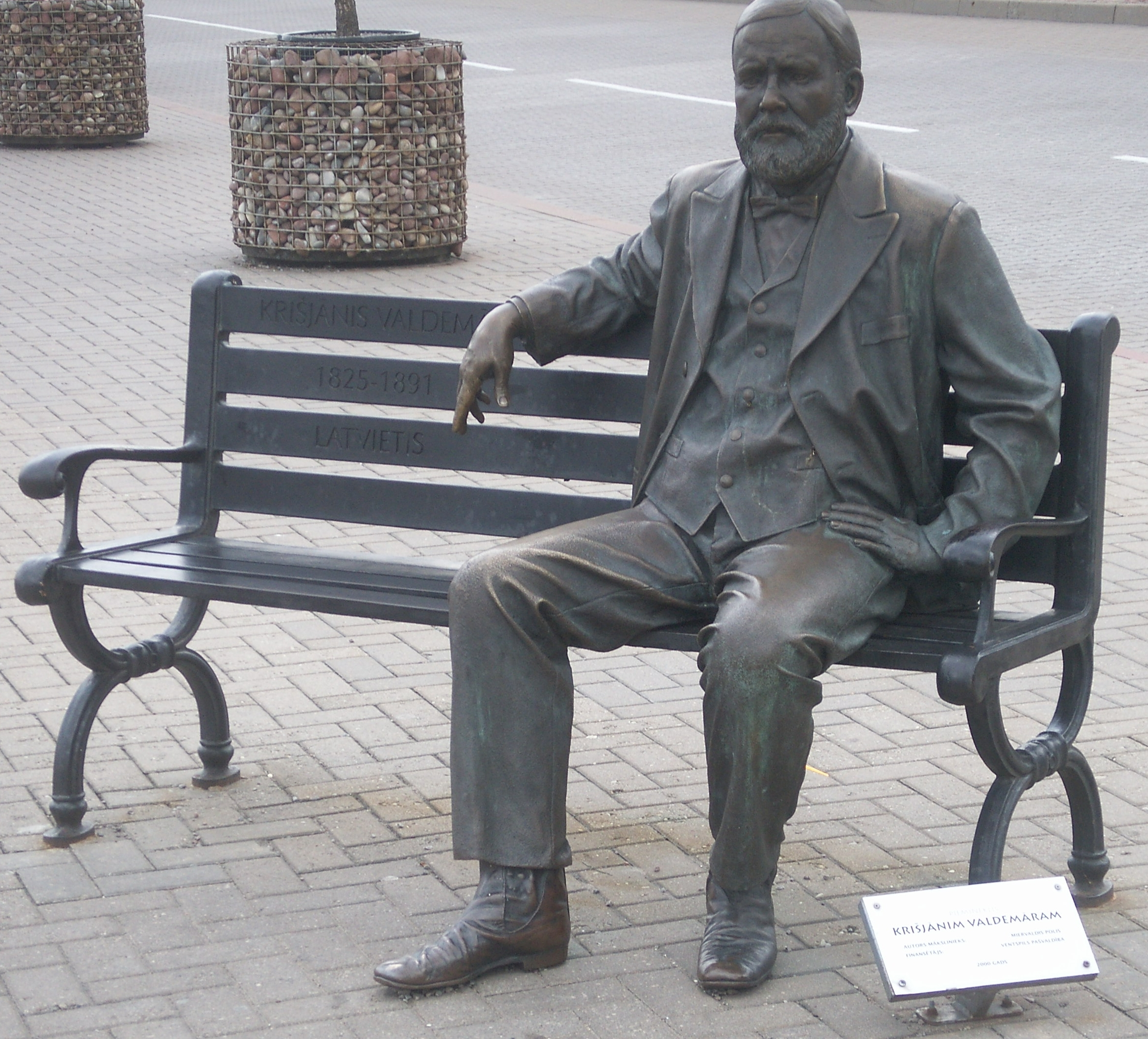
Bronzeskulptur für Krišjānis Valdemārs in der Hafenstadt Ventspils, gestaltet von Miervaldis Polis, 2000

Zu Valdemārs' 100-jährigen Geburtstag 1925 widmete ihm Oskar Grosberg einen Nachruf. Er hebt seine vollkommene Beherrschung der deutschen Sprache hervor.
Entsprechend seiner Ausbildung verfasste Krišjānis Valdemārs seine Schriften in den verschiedenen Sprachen der damaligen russischen Ostseeprovinzen. Auf Deutsch schrieb Valdemārs Gedichte und Prosa, ein längeres Vers-Epos „Natur und Mensch“  und mehr als 15 politische Schriften. Seine slawophilen Bestrebungen erwiesen sich als Utopien. Als Herausgeber kommentierte er auch deutsche Autoren wie z. B. Garlieb Merkel mit dem Werk „Wannem Ymanta. Eine lettische Sage“. Schriften zur Linguistik und multilinguale Wörterbücher zeigen ihn als Sprachforscher. Als Journalist beeinflusste er die aktuelle Politik. Als Kritiker war er Teil der zeitgenössischen Literaturszene. Bleibende Leistungen liegen in seinen Forschungen zur Ausbildung, insbesondere in der Nautik und den zähen Forderungen nach einer leistungsfähigen Handelsmarine für das russische Reich und speziell für die baltischen Ostseehäfen. Valdemārs ist zusammen mit Atis Kronvalds Schöpfer vieler neuer Wörter der lettischen Sprache, die ursprünglich als Ersatz für Fremdwörter eingeführt wurden und heute zum etablierten Wortschatz der Letten gehören.

## Werke

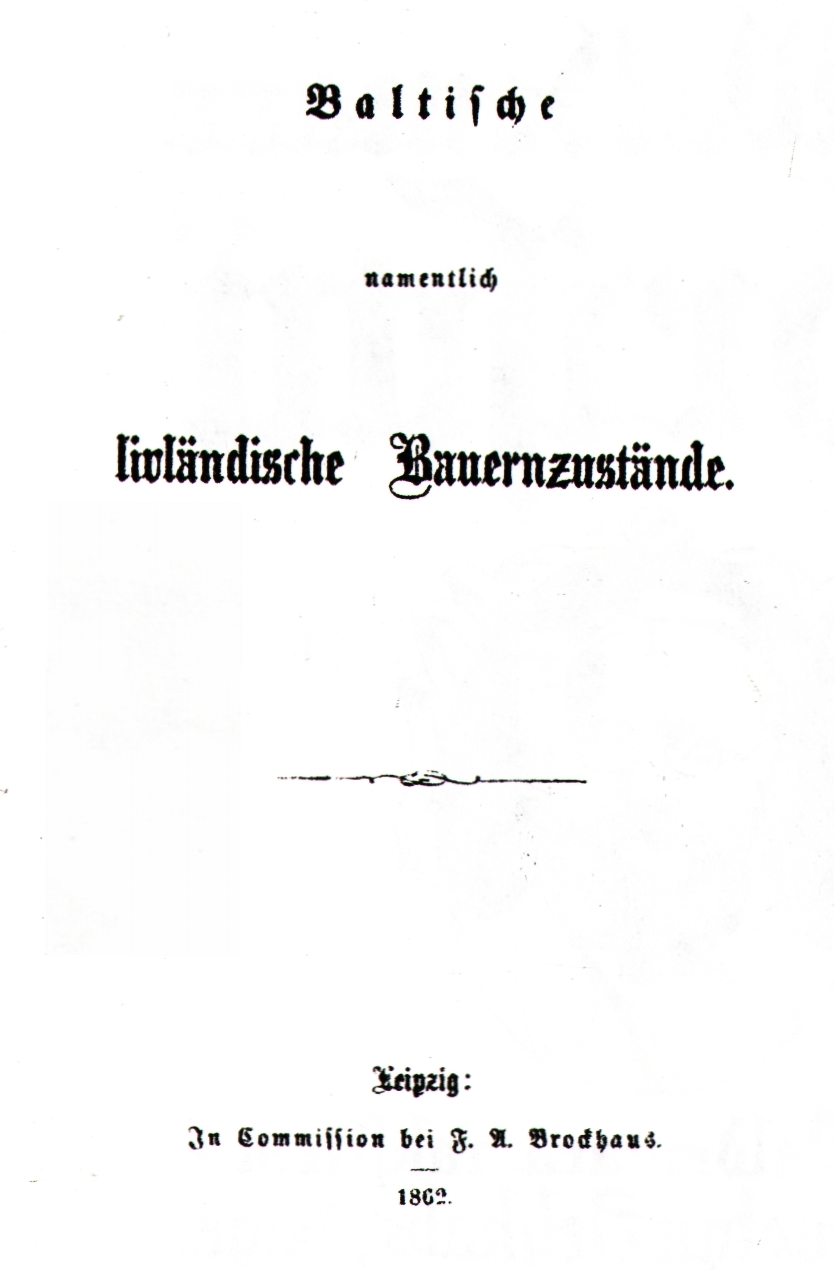
Titelseite Bauernzustände, 1862

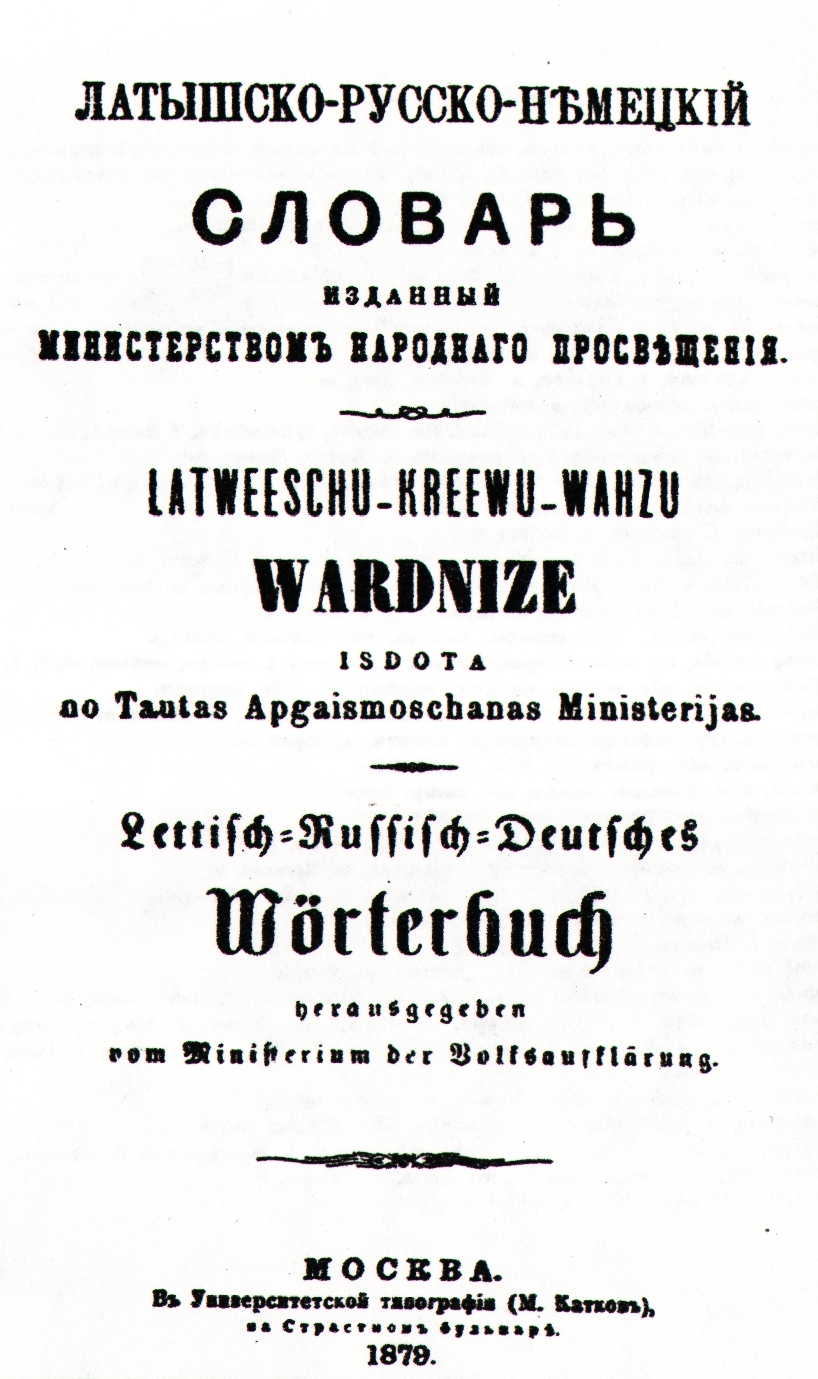
Titelseite Lettisch-Russisch-Deutsches Wörterbuch, 1879

- 300 stāsti, smieklu stāstiņi && un mīklas, ar ko jaunekļiem un pieaugušiem lusti uz grāmatām vairot gribējis. (300 Geschichten, witzige Kurzgeschichten und Rätsel um bei Jünglingen und Erwachsenen das Interesse an Büchern zu fördern), Liepāja 1853
- Ueber die Heranziehung der Letten und Esten zum Seewesen, nebst Notizen und Aphorismen in Bezug auf die industriellen, intellectuellen und statistischen Verhāltnisse der Letten und Esten und den drei baltischen Provinzen ūberhaupt in der Dorpater Zeitschrift Inland (1857), danach unter diesem Titel als Broschüre gedruckt.
- Baltische, namentlich livländische Bauernzustände (Leipzig, 1862; zunächst anonym veröffentlicht)[24]
- Beiträge zur Geschichte und Statistik der Gelehrten- und Schulanstalten des Kaiserlich Russischen Ministeriums der Volksaufklärung St. Petersburg: Röttger & Schneider, 1865. - VII, 271 S.
- Die Lettenauswanderung nach Nowgorod im Jahre 1865 und die baltische deutsche Presse, Schmaler & Pech, Bautzen 1867[25]
- Vaterländisches und Gemeinnütziges, Heft 1 (255 Seiten) und Heft 2 (352 Seiten), Moskau, Kaiserliche Universitäts-Buchdruckerei, 1871
- Russisch - lettisch - deutsches Wörterbuch (1872)
- Lettisch - russisch - deutsches Wörterbuch (1879)
- Russisch - lettisches Wörterbuch (1890)
- Nautisches Taschenwörterbuch russisch - englisch - französisch - deutsch - italienisch - dänisch - norwegisch mit Beilagen niederländisch und spanisch (Moskau 1881)
- Raksti (Werke, 2 Bände) Riga 1936–1937.[26]
- Tēvzemei (Dem Vaterland) Riga 1991 ISBN 5-401-00651-9.
- Apceres, raksti, vēstules (Zum 170. Geburtstag: Betrachtungen, Aufzeichnungen, Briefe), Riga 1995.